# Nos premières années
Albums de Gérard Jaffrès
Mon pays t'attend
(2007) Mystérieuses landes
(2012)
Nos premières années est le dixième album de Gérard Jaffrès. Il ouvre la boîte à souvenirs, en ajoutant des chansons qui ont marqué ses débuts de musicien et sept nouvelles chansons. C'est un retour nostalgique dans sa vie, avec son enfance (Nos premières années), l'amour (Belle…), le choix de sa carrière (L'Artiste), ses années rock (Les guitares sonnent), la Bretagne (Rockabilig)... On retrouve ses premiers succès, entourés de titres inédits. Les sonorités sont rock/folk, avec une touche de country pour Rockabilig. Un album familial également puisque son fils joue et réalise la musique et sa fille participe aux chœurs.

## Liste des chansons
Toutes les paroles sont écrites par G. Jaffrès, toute la musique est composée par G. Jaffrès.
| No  | Titre                                    | Durée |
| --- | ---------------------------------------- | ----- |
| 1.  | Nos premières années                     | 3:21  |
| 2.  | Ma première chanson                      | 3:55  |
| 3.  | Rockabilig (Krampouez rock)              | 3:26  |
| 4.  | J'te retrouve pas                        | 3:51  |
| 5.  | La groupie du bluesman                   | 3:58  |
| 6.  | L'artiste (le blues du chanteur inconnu) | 3:49  |
| 7.  | Les guitares sonnent                     | 3:36  |
| 8.  | Tout essayé                              | 3:54  |
| 9.  | Faut-il toujours dire que l'on aime ?    | 3:34  |
| 10. | Belle                                    | 3:13  |
| 11. | Je crie son nom                          | 3:01  |
| 12. | À l'encre de Chine                       | 3:04  |
| 13. | Le vieux Sébastien                       | 3:19  |
| 14. | Et la musique t'entraîne                 | 3:38  |

## Musiciens
Gérard Jaffrès (basse, guitares, claviers), Julien Jaffrès (batterie, guitares, claviers), Burt Blanca (guitares, accordéon), JP Bull Ghaye (guitare solo), Sébastien Theunissen (violon), Bernard Vrinck (guitares, claviers), Jérome Munafo (guitares), Jean-Marie Troisfontaine (claviers) ...
- Illustrations : Gérard Jaffrès

## Récompenses
- Belle : Premier prix Tremplin France 3 1985
- L'Artiste : Prix de la meilleure chanson, Concours Sabam 1993
- J'te retrouve pas : représente la Belgique au festival de Salonique (Grèce) 1992
- Et la musique t’entraîne, n°1 au Hit flamand sous le titre Hey dj interprété par Paul Severs en 1986